# Krzysztof Pakuła
Krzysztof Pakuła (ur. 20 lipca 1971 w Łukowie, woj. lubelskie) – doktor habilitowany nauk rolniczych, profesor Uniwersytetu Przyrodniczo-Humanistycznego w Siedlcach, nauczyciel akademicki. Od 2020 roku zastępca dyrektora Instytutu Rolnictwa i Ogrodnictwa Uniwersytetu Przyrodniczo-Humanistycznego w Siedlcach.

## Życiorys
Absolwent I Liceum Ogólnokształcącego im. T. Kościuszki w Łukowie (1990). W 1996 roku ukończył studia na Wydziale Rolniczym w Wyższej Szkole Rolniczo-Pedagogicznej w Siedlcach (obecnie Uniwersytet w Siedlcach) i w tym samym roku został zatrudniony na stanowisku asystenta w Katedrze Gleboznawstwa i Chemii Rolniczej funkcjonującej w strukturze Wydziału Rolniczego macierzystej uczelni. W 2005 roku uzyskał stopień doktora nauk rolniczych, a w 2014 roku - stopień doktora habilitowanego nauk rolniczych. W 2016 roku zatrudniony na stanowisku profesora Uniwersytetu Przyrodniczo-Humanistycznego w Siedlcach. 
Jego dorobek naukowy uwzględnia prace naukowe i popularno-naukowe, patenty oraz badania z zakresu pedogenezy, oceny jakości i klasyfikacji gleb, ochrony środowiska, gospodarki odpadami i logistyki.
Członek Polskiego Towarzystwa Gleboznawczego i Międzynarodowej Unii Towarzystw Gleboznawczych (IUSS).
Za dotychczasową działalność naukową, dydaktyczną i organizacyjną był wielokrotnie wyróżniany nagrodami JM Rektora oraz odznaczony Brązowym Medalem „Za Długoletnią Służbę”.